# همجنس‌گرایی مردانه
همجنس‌گرایی مردانه یا مردان همجنس‌گرا به گرایش جنسی مردان نسبت به یکدیگر اغلب همراه با داشتن رابطهٔ احساسی و عاطفی گفته می‌شود. در زبان انگلیسی اغلب به مردی که دارای چنین تمایلاتی باشد اصطلاحاً گِیْ (به انگلیسی: gay) گفته می‌شود، گرچه گاهی برای زنان همجنس‌گرا نیز این واژه را به‌کار می‌برند. این واژه از حدود دههٔ ۱۹۲۰ بین همجنس‌گرایان آمریکا مصطلح شد.
تعدادی از مردان جوان همجنس‌گرا امروزه به‌عنوان کوئیر نیز شناخته می‌شوند. از لحاظ تاریخی، مردان همجنس‌گرا با اصطلاحات مختلفی از جمله سودومیت، معکوس و اورانیایی، و همچنین تعداد زیادی توهین، از جمله پانسی، پری، نلی و سیسی مورد اشاره قرار گرفته‌اند.
امروزه مردان همجنس‌گرا همچنان در مناطق وسیعی از جهان، از جمله در آسیا، آفریقا و خاورمیانه با تبعیض قابل‌توجهی روبه‌رو هستند. در ایالات متحده، بسیاری از مردان همجنس‌گرا هنوز در زندگی روزمرهٔ خود با تبعیض روبه‌رو هستند، هر چند برخی از مردان همجنس‌گرا به موفقیت و شهرت ملی رسیده‌اند. از جملهٔ آنها تیم کوک، پیت بودجج، زاویه بتل، لیو وردکار، الیو دی روپو و بسیاری از مردان دیگر در زمینه‌های مختلف سیاسی، علمی، هنری هستند.
برای مدتی، اصطلاح گی به‌عنوان مترادف هر چیزی که مربوط به مردان همجنس‌گرا بود استفاده می‌شد. مثلاً، اصطلاح «گی بار» هنوز اغلب به باری گفته می‌شود که عمدتاً به مشتریان مرد همجنس‌گرا اختصاص دارد یا در غیر این صورت بخشی از فرهنگ مردان همجنس‌گرا است. با این حال، در پایان قرن بیستم، کلمهٔ «گی» توسط گروه‌های ال‌جی‌بی‌تی و راهنما برای توصیف همهٔ افرادی که منحصراً جذب افراد همجنس می‌شدند، توصیه شد، در حالی که «لزبیَن» به‌طور خاص به زنان همجنس‌گرا اشاره داشت، و اصطلاح «مردان گی» منحصراً به مردان همجنس‌گرا اشاره می‌کرد.

## همجنس‌گرایی مردانه در تاریخ جهان
برخی از محققان استدلال می‌کنند که اصطلاحات «همجنس‌گرایی» و «گی» وقتی به مردان در فرهنگ‌های باستانی گفته می‌شود مشکل‌آفرین است زیرا برای مثال نه یونانیان و نه رومیان هیچ واژه‌ای ندارند که محدودهٔ معنایی مشابه مفهوم مدرن «همجنس‌گرایی» را پوشش دهد.علاوه بر این، شیوه‌های انجام اعمال جنسی متنوعی وجود داشته که بسته به زمان و مکان متفاوت بوده‌است. محققان دیگر استدلال می‌کنند که شباهت‌های قابل‌توجهی بین همجنس‌گرایان مرد باستان و مدرن وجود دارد.
در فرهنگ‌های تحت‌تأثیر ادیان ابراهیمی، قانون و کلیسا لواط را به عنوان تخلف از قوانین الهی یا جنایت علیه طبیعت تعیین کردند. با این حال تاریخچهٔ محکومیت رابطهٔ مقعدی بین مردان، به پیش از اعتقاد مسیحیان برمی‌گردد. برای بسیاری از شخصیت‌های تاریخی، از جمله سقراط، لرد بایرون، ادوارد دوم و هادریانوس، اصطلاحاتی مانند همجنس‌گرا یا دوجنس‌گرا را به کار برده‌اند. برخی از محققان، مانند میشل فوکو، این امر را به خطر انداختن معرفی نامتعارف یک ساختار معاصر جنسیتی بیگانه برای زمان آن‌ها می‌دانند، هرچند دیگر محققان این امر را به چالش می‌کشند.

### آفریقا

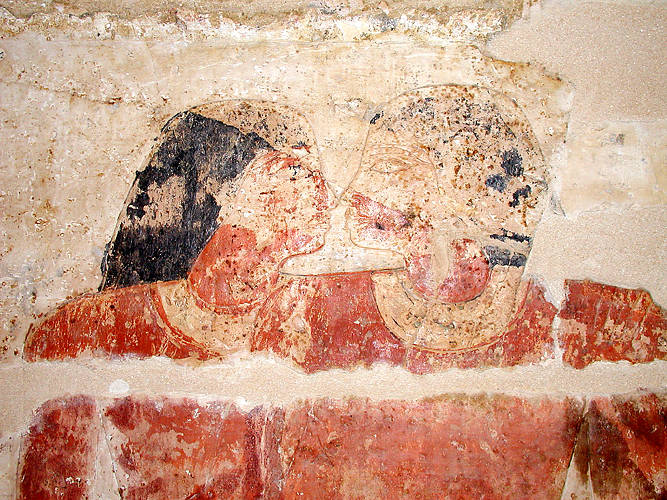
خنوموتپ و نیانخنوم در حال بوسیدن بینی

اولین گزارش در تاریخ از یک زوج همجنس‌گرا (مرد) به نام های خنوموتپ و نیانخنوم در دوران مصر باستان یاد می کند که در حدود ۲۴۰۰ سال قبل از میلاد زندگی می‌کردند. این زوج در موقعیت بوسیدن بینی، صمیمی‌ترین ژست در هنر مصر، قرار دارند. حدود سال ۱۲۴۰ میلادی، نویسندهٔ مسیحی قبطی، ابوالفدائل بن العسل، یک کد حقوقی تهیه کرد که به فتا ناگاست (Fetha Nagast) معروف است، او قوانین خود را به قوانین رسالتی و قوانین سابق امپراتوری بیزانس ارجاع داد. فتا ناگاست (Fetha Nagast) که به زبان گعز در دو قسمت نوشته شده‌است: قسمت اول مربوط به مقدسات سلسله‌مراتبیِ کلیسا و مرتبط با مناسک مذهبی بود و مورد دوم مربوط به ادارهٔ مدنی مانند قوانین خانواده بود. در سال ۱۹۶۰، هنگامی که دولت، قانون مدنی اتیوپی را تصویب کرد، از فتا ناگاست (Fetha Nagast) به عنوان الهام‌بخش کمیسیون تدوین نام برد. بعداً، استعمار اروپایی آفریقا منجر به وضع قوانین ضد لواط شد و عموماً دلیل اصلی این است که چرا ملت‌های آفریقا امروز قوانین سختگیرانه‌ای علیه مردان همجنس‌گرا دارند. سه کشور یا حوزهٔ قضایی مجازات اعدام برای مردان همجنس‌گرا در آفریقا در نظر گرفته‌اند. اینها شامل موریتانی و چندین منطقه در نیجریه و ژوبالند است.

## همجنس‌گرایی در کشورهای گوناگون

### اروپا
اکثر کشورهای اروپا در عین به رسمیت شناختن همجنس‌گرایی قوانین ویژه‌ای نیز برای آن‌ها تدوین کرده یا در حال انجام آن هستند.
برای مثال قانون ازدواج همجنس‌گرایان در بلژیک در سال ۲۰۰۳ تصویب شد. قانون ازدواج همجنس‌گرایان در فرانسه در سال ۲۰۱۳ تصویب شد*

### ایالات متحدهٔ آمریکا

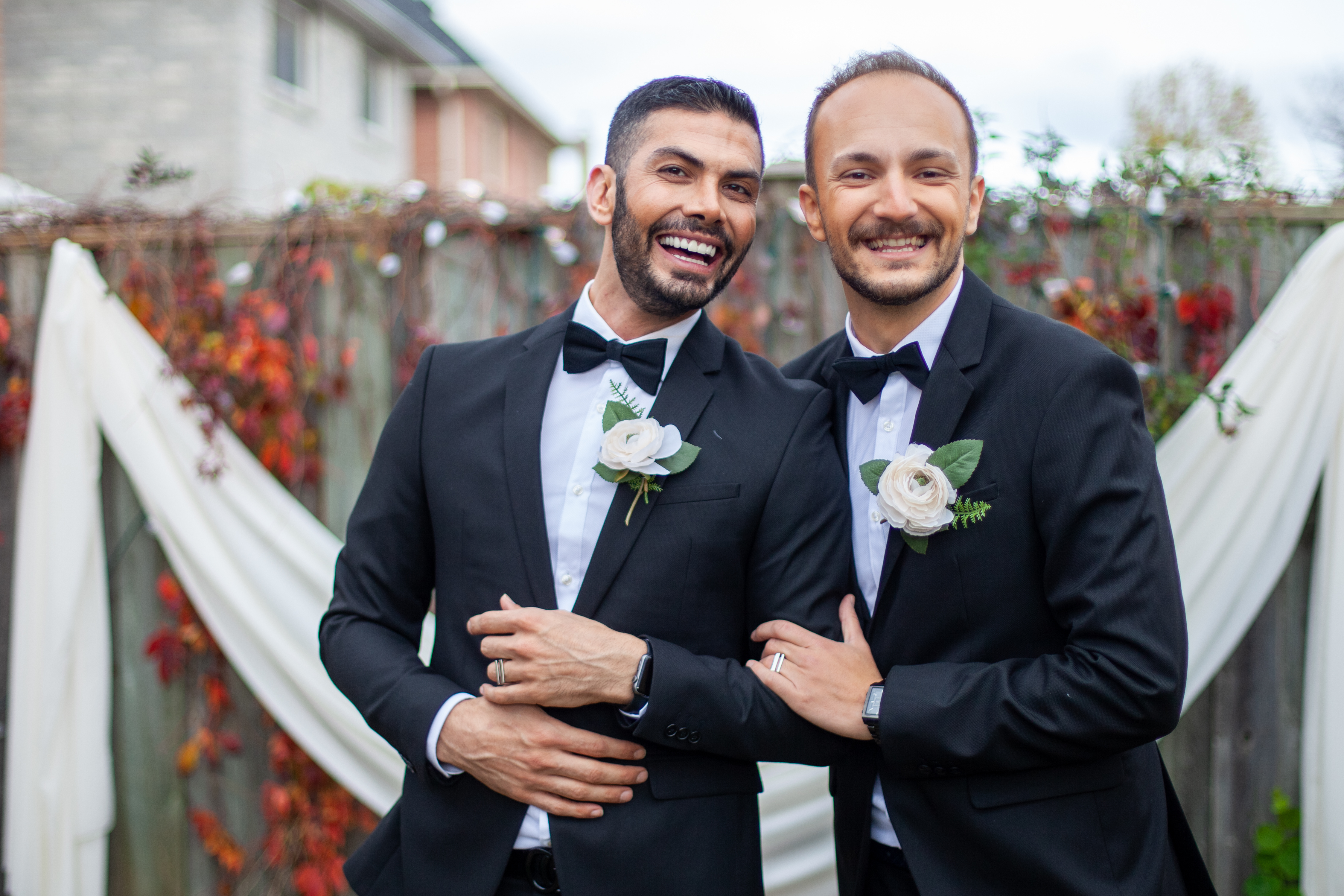
ازدواج دو مرد در شهر تورنتو کانادا

ازدواج همجنس‌گرایان با تصویب دادگاه عالی آمریکا در تاریخ ۲۶ ژوئن ۲۰۱۵ در همهٔ ایالات آمریکا قانونی شد.

### خاورمیانه
در بیشتر کشورهای خاورمیانه به دلیل قوانین اسلامی با همجنس‌گرایان برخورد می‌شود. در میان کشورهای خاورمیانه همجنس‌گرایان در اسرائیل آزادی بیشتری دارند.

## همجنس‌گرایان و مذهب
مسیحیت، اسلام، زردشتی و یهودیت با همجنس‌گرایی به‌طور علنی مخالفند. اما ادیان شرقی به‌ویژه دین بودایی همجنس‌گرایان را پذیرفته‌اند؛ رهبر بوداییان تبتی دالایی لاما رویکرد حمایتی از همجنس‌گرایان را در پیش گرفته‌است. وی مصاحبه با مجلهٔ آوت در سال ۱۹۹۴ توضیح داد: «اگر کسی پیش من بیاید و بپرسد که آیا همجنس‌گرایی درست است یا نه، من خواهم پرسید: نظر شریک زندگی شما چیست؟ اگر شما هر دو توافق دارید، آن زمان فکر می‌کنم بتوان گفت که رابطهٔ دو مرد یا دو زن با یکدیگر در صورت رضایت هر دوی آن‌ها در صورتی که هیچ ضرری به دیگران نرسانند مسئله‌ای نیست.»
با این حال، در سال ۱۹۹۶ در کتاب خود به نام «فراتر از تعصب» او صریحاً می‌گوید: همجنس‌گرایی، چه میان مردان یا میان زنان، به خودی خود نادرست نیست، چیزی که نادرست است استفاده از عضو نامناسب برای برقراری رابطه است.

## همجنس‌گرایی مردانه در ایران کنونی
در نظام جمهوری اسلامی همانند دیگر کشورهای اسلامی همجنس‌گرایی «جرم» محسوب می‌شود و دارای قوانین جزایی ویژهٔ خود است. در خصوص لواط، به معنای نفس عمل جنسی مقعدی بین دو مرد، در حضور چهار شاهد عادل یا چهار مرتبه اقرار از سوی کسانی که لواط کرده‌اند به این عمل در دادگاه، بنا به احکام اسلامی که مبنای قانون مجازات در جمهوری اسلامی را تشکیل می‌دهند حکم اعدام برای هر دو طرف اجرا می‌گردد.
مهدیار محتشم‌خواه متولد فروردین ۱۳۷۷ در مشهد یکی از همجنس‌گرایان ایرانی که در سال ۱۳۹۸ به مدت ۶ ماه توسط اطلاعات سپاه پاسداران دستگیر شده بود می‌گوید آن‌ها در بیشتر مواقع نام ما را در فهرست زندانیان ثبت نمی‌کنند و با این کار افزون‌بر شکنجهٔ روحی، باعث بلاتکلیفی دائمی ما می‌شوند.

## احتمال بیماری
سازمان بهداشت جهانی در سال ۲۰۱۴ هشدار داد که میزان شیوع ایدز در میان برخی مردانی که با برخی مردان دیگر رابطهٔ جنسی دارند، مانند ۳۳ سال گذشته، بار دیگر رو به افزایش است. این سازمان به مردان همجنس‌گرا توصیه کرد که از داروهای ضد ویروس ایدز به عنوان روشی اضافی برای جلوگیری از ابتلا به ایدز استفاده کنند.